# Giuseppe Menardi

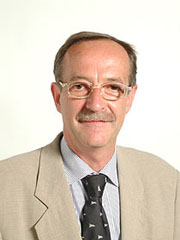
Giuseppe Menardi, 2001

Giuseppe Menardi (nascido em 1 de julho de 1953) é um político italiano que serviu como prefeito de Cuneo de 1990 a 1995 e como senador por três legislaturas (2001–2006, 2006–2008 e 2008–2013).